# Siegwart Friedmann

Siegwart Friedmann

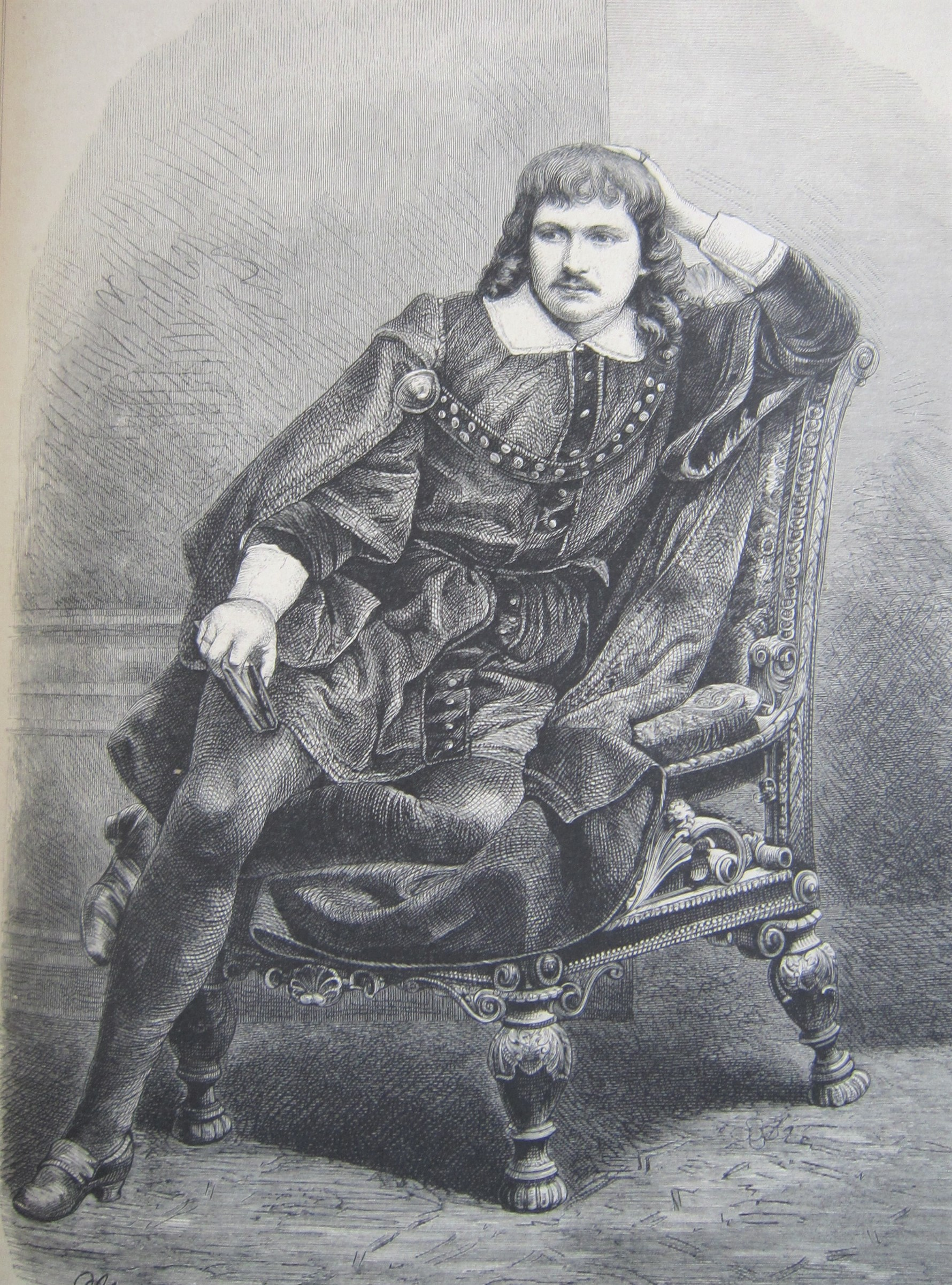
Siegwart Friedmann als Hamlet, aus Gartenlaube 1879

Siegwart Friedmann, eigentlich Samuel Friedmann (* 25. April 1842 in Budapest, Königreich Ungarn; † 22. April 1916 in Dresden, Deutsches Reich) war ein österreichischer Schauspieler. Er gilt als einer der bedeutendsten Charakterdarsteller der zweiten Hälfte des 19. Jahrhunderts und leitete mit der Gründung des Deutschen Theaters in Berlin eine neue Blütezeit der Schauspielkunst in Deutschland ein.

## Leben
Siegwart Friedmann war der Sohn des Kaufmanns Heinrich Friedmann und dessen Frau Johanna. Er und sein Bruder, der spätere Unternehmer Alexander Friedmann wuchsen in bescheidenen Verhältnissen auf. Vom Vater für den kaufmännischen Beruf bestimmt, kam er mit 14 Jahren nach Wien, um hier in den Handelsstand einzutreten.
Während seiner Lehrzeit entwickelte sich seine Neigung zur Bühne. Bogumil Dawison erkannte sein Talent und ließ ihn in seinem eigenen Hause ausbilden. Den dramatischen Teil des Unterrichts übernahm Dawison selbst. 1863 gab Friedmann sein Debüt am Stadttheater Breslau. Bereits ein Jahr darauf wurde er ans Königliche Schauspielhaus Berlin engagiert, wo er sieben Jahre neben Theodor Döring und Ludwig Dessoir im Charakterfach spielte. Danach wechselte er 1871 an das Schweriner Hoftheater, um ab 1872 unter Heinrich Laube am Burgtheater in Wien große Erfolge zu feiern. Laube ernannte ihn zu seinem Regisseur und vermittelte ihm die Professur für Schauspielkunst an der Wiener Musikakademie. Nach dem Bruch mit Laube gewann ihn Bernhard Pollini 1876 für Hamburg. 1879 kehrte Friedmann nach Wien ans Stadttheater zurück und wirkte 1880 bei den Wiener Gesamtgastspielen mit, die ihn in ganz Deutschland, in Österreich und Russland bekannt machten. Seit dieser Zeit trug sich Friedmann mit dem Gedanken, in Deutschland eine Bühne nach dem Vorbild des Théâtre-Français in Paris zu gründen, die die besten deutschsprachigen Schauspieler zusammenführen sollte. Am 29. September 1883 konnte er mit Schillers Kabale und Liebe das Deutsche Theater in Berlin eröffnen.
Von 1868 bis 1873 war Friedmann mit Helene von Dönniges (1843–1911) verheiratet. Seine Ehe mit Selma Giebel (1850–1892), die dem Geschlecht Westerholt-Gysenberg entsprang, verlief unglücklich. Friedmann verstarb 1916 in Dresden und wurde auf dem Urnenhain Tolkewitz beigesetzt.

## Rollen
Friedmann spielte zunächst Bonvivants, wechselte jedoch schnell ins Charakterfach, wo er eine enorme Bandbreite entwickelte. Seine Rollengebiete reichten vom klassischen Bösewicht bis zum Salonintriganten. Seine eigentliche Domäne waren jedoch die hochtragischen Rollen und Gemütsmenschen. Auf seinem Repertoire standen Rollen wie Richard IV., Hamlet, Shylock, Othello und Jago, Alba, Philipp, Franz Moor, Marinelli, Königsleutnant, daneben Bonjour, Rocheferrier, Schumrich, Bolz und andere.